# Philippe Pivin
Philippe Pivin (Sint-Agatha-Berchem, 4 augustus 1954) is een voormalig Belgisch politicus voor de liberale MR.

## Levensloop
Hij is de zoon van Jacques Pivin, voormalig burgemeester van Koekelberg. 
Nadat Pivin in 1978 promoveerde tot licentiaat in de rechten en criminologie aan de ULB, schreef hij zich datzelfde jaar als advocaat in aan de balie van Brussel. 
Hij werd zoals zijn vader politiek actief bij de PRL en in 1994 werd hij voorzitter van de PRL-afdeling van Koekelberg. Van 1995 tot 2001 was hij OCMW-voorzitter van deze gemeente. Bij de gemeenteraadsverkiezingen van 2000 trok hij de "Lijst van de Burgemeester" in Koekelberg. Deze lijst kreeg 14 van de 25 zetels in de gemeenteraad en Pivin kreeg 814 voorkeurstemmen achter zijn naam. Na deze verkiezingsoverwinning werd hij burgemeester van de gemeente, een mandaat dat hij uitoefende tot in 2018. Dat jaar belandde zijn "Lijst van de Burgemeester" in de oppositie, waarna Pivin de gemeentepolitiek van Koekelberg verliet.
Bij de regionale verkiezingen van 2004 was Pivin kandidaat voor het Brussels Hoofdstedelijk Parlement en werd verkozen met 2761 voorkeurstemmen. In 2009 werd hij herverkozen met 4070 voorkeurstemmen. Hij zetelde in het Brussels Hoofdstedelijk Parlement tot in 2014 en specialiseerde er zich in de thema's veiligheid, ruimtelijke ordening, sociale preventie, mobiliteit en integratie.  
Bij de federale verkiezingen van 2014 stond hij als derde op de MR-lijst van de kieskring Brussel-Hoofdstad voor de Kamer van volksvertegenwoordigers en werd verkozen. Bij de verkiezingen van 26 mei 2019 stond Pivin als eerste opvolger op de Brusselse Kamerlijst van de MR. Begin december 2019 werd hij opnieuw Kamerlid in opvolging van Didier Reynders, die Europees Commissaris was geworden. In de Kamer werd hij lid van de commissie Binnenlandse Zaken en vanaf 2019 ondervoorzitter van de commissie Justitie en richtte hij zich op onderwerpen als de hervorming van het strafwetboek en de bescherming van politieagenten, brandweerlieden en hulpverleners. Pivin was geen kandidaat meer bij de federale verkiezingen van juni 2024. 
In april 2020 vroeg het Parket van Brussel de opheffing van de parlementaire onschendbaarheid van Philippe Pivin. In 2007 had hij als hoofd van het gemeentebestuur van Koekelberg de openbare aanbesteding van het project Belgian Chocolate Village toegekend aan architectenbureau BOA, dat samenwerkte met bedrijf Tampora. Vier jaar later werd de aanbesteding van dit project toegekend aan Tampora zelf. Volgens het parket had Tampora niet mogen deelnemen aan de tweede aanbestedingsprocedure en was er sprake van valsheid in geschrifte en diverse inbreuken op de regelgeving rond het bedrijfsleven, de handel en de openbare aanbestedingen. Pivin zelf stelde dat hij geen enkele fout had begaan en dat er sprake was van een geschil tussen de twee bedrijven.
Pivin is getrouwd en is de vader van twee kinderen. 